# Mellanvikt i boxning vid olympiska sommarspelen 1992
Resultat från boxning vid olympiska sommarspelen 1992 och herrarnas mellanvikt. Boxarna vägde under 75 kg. Tävlingarna arrangerades i Pavelló Club Joventut de Badalona i Barcelona.

## Medaljörer
| Klass      | Guld                   | Silver           | Brons                    |
| Mellanvikt | Ariel Hernández · Kuba | Chris Byrd · USA | Chris Johnson · Kanada   |
| Mellanvikt | Ariel Hernández · Kuba | Chris Byrd · USA | Lee Seung-Bae · Sydkorea |

## Resultat

### Första rundan
| Vinnare                  | Resultat       | Förlorare              |
| Första rundan            | Första rundan  | Första rundan          |
| ------------------------ | -------------- | ---------------------- |
| Stefan Trendafilov (BUL) |                | – BYE                  |
| Lu Chao (CHN)            |                | – BYE                  |
| Chris Johnson (CAN)      |                | – BYE                  |
| Mohamed Siluvangi (ZAI)  |                | – BYE                  |
| Chris Byrd (USA)         | 21-3           | Mark Edwards (GBR)     |
| Aleksandr Lebziak (EUN)  | RSCH-3 (01:56) | Justann Crawford (AUS) |
| Ahmed Dine (ALG)         | 6-4            | Tommaso Russo (ITA)    |
| Raymond Joval (NED)      | RSC-3 (01:30)  | Likou Aliu (SAM)       |
| Sven Ottke (GER)         | 15-2           | Richard Santiago (PUR) |
| Brian Lentz (DEN)        | 4-0            | Bandj Altangerel (MGL) |
| Gilberto Brown (ISV)     | 6-4            | Lotfi Missaoui (TUN)   |
| Ariel Hernández (CUB)    | 6-0            | Joseph Lareya (GHA)    |
| Makoye Isandua (TAN)     | RSC-1 (01:58)  | Siamak Varzideh (IRN)  |
| Albert Papilaya (INA)    | 11-5           | Robert Buda (POL)      |
| Ricardo Araneda (CHI)    | RSC-2 (02:20)  | Luis Hugo Mendez (URU) |
| Lee Seung-Bae (KOR)      | 6-2            | Michal Franek (TCH)    |

### Andra rundan
| Vinnare                  | Resultat       | Förlorare               |
| Andra rundan             | Andra rundan   | Andra rundan            |
| ------------------------ | -------------- | ----------------------- |
| Stefan Trendafilov (BUL) | RSC-1 (01:45)  | Lu Chao (CHN)           |
| Chris Johnson (CAN)      | RSCH-3 (02:39) | Mohamed Siluvangi (ZAI) |
| Chris Byrd (USA)         | 16-7           | Aleksandr Lebziak (EUN) |
| Ahmed Dine (ALG)         | 22-14          | Raymond Joval (NED)     |
| Sven Ottke (GER)         | 9-2            | Brian Lentz (DEN)       |
| Ariel Hernández (CUB)    | 13-2           | Gilberto Brown (ISV)    |
| Albert Papilaya (INA)    | 13-6           | Makoye Isandua (TAN)    |
| Lee Seung-Bae (KOR)      | 12-8           | Ricardo Araneda (CHI)   |

### Kvartsfinaler
| Vinnare               | Resultat      | Förlorare                |
| Kvartsfinaler         | Kvartsfinaler | Kvartsfinaler            |
| --------------------- | ------------- | ------------------------ |
| Chris Johnson (CAN)   | RSC-1 (02:52) | Stefan Trendafilov (BUL) |
| Chris Byrd (USA)      | 21-2          | Ahmed Dine (ALG)         |
| Ariel Hernández (CUB) | 14-6          | Sven Ottke (GER)         |
| Lee Seung-Bae (KOR)   | 15-3          | Albert Papilaya (INA)    |

### Semifinaler
| Vinnare               | Resultat    | Förlorare           |
| Semifinaler           | Semifinaler | Semifinaler         |
| --------------------- | ----------- | ------------------- |
| Chris Byrd (USA)      | 17-3        | Chris Johnson (CAN) |
| Ariel Hernández (CUB) | 14-1        | Lee Seung-Bae (KOR) |

### Final
| Vinnare               | Resultat | Förlorare        |
| Final                 | Final    | Final            |
| --------------------- | -------- | ---------------- |
| Ariel Hernández (CUB) | 12-7     | Chris Byrd (USA) |